# Теорема Фейербаха
Теорема Фейербаха — результат геометрии треугольника. Теорема была сформулирована и доказана Карлом Вильгельмом Фейербахом в 1822 году.

## Формулировка
Окружность девяти точек произвольного треугольника касается вписанной и всех трёх вневписанных окружностей этого треугольника.

## Замечания
- Точки попарного касания вписанной и трех вневписанных окружностей с окружностью девяти точек называются точками Фейербаха.
- Каждая точка Фейербаха лежит в точке касания пары соответствующих окружностей на линии, соединяющей их центры, на расстоянии соответствующих радиусов до их центров.
- В равностороннем треугольнике окружность девяти точек не касается, а совпадает со вписанной окружностью.

- Три точки касания трёх вневписанных окружностей треугольника с его с окружностью девяти точек образуют так называемый треугольник Фейербаха для данного треугольника.

- Точка Фейербаха F в Энциклопедии центров треугольника Кларка Кимберлинга идентифицируется, как точка (центр) X(11).

### О доказательствах
Найдено более 300 доказательств этой теоремы, многие из которых используют инверсию.
Одно из них (громоздкое) принадлежит самому Фейербаху.
Самое короткое известное доказательство использует обратную теорему Кейси. Доказательство без инверсии использует критерий Архимеда

## Связанные утверждения
- Гипербола Фейербаха — описанная гипербола, проходящая через ортоцентр и центр вписанной окружности. Её центр лежит в точке Фейербаха. Подерные и чевианные окружности точек на гиперболе Фейербаха проходят через точку Фейербаха. В частности, через точку Фейербаха проходит окружность, проведённая через основания биссектрис.[3][4]

- Точка Фейербаха F лежит на линии, соединяющей центры двух окружностей: окружности Эйлера и вписанной окружности, что и определяет её.
- Пусть {\displaystyle x}, {\displaystyle y} и {\displaystyle z} расстояния от точки Фейербаха F, до вершин серединного треугольника (треугольника с вершинами в серединах сторон данного треугольника). Тогда[5]
{\displaystyle x+y+z=2\max(x,y,z)}.

- Это утверждение эквивалентно тому, что наибольшее из трёх расстояний равно сумме двух других. То есть аналог свойств теоремы Мавло не для дуг, а для отрезков.

Аналогичное соотношение также встречается в разделе: «Теорема Помпею».
- Несколько новых теорем о точке Фейербаха F можно найти у Ф. Ивлева[6].